# Feuerthalen
Feuerthalen is een gemeente en plaats in het Zwitserse kanton Zürich, en maakt deel uit van het district Andelfingen.
De plaats is gelegen aan de Rijn, direct tegenover de stad Schaffhausen op de andere oever. Feuerthalen telt 3213 inwoners.

## Geboren
- Marcel Strauss (1976), wielrenner
- Othmar Ammann